# Michael Minsky
Pour les articles homonymes, voir Minsky.
Michael (Gregory) Minsky (Михаил (Григорий) Минский), né Mikhaïl Spirine (Spiridonov), également connu sous le nom de Mino Minzer et Myhaïlo Minsky, né le 12 août 1918 à Bagaïevo (Tatarstan, Russie), décédé le 9 octobre 1988 à Zwolle (Pays-Bas), fut le fondateur des Chœurs des Cosaques. Il dirigea également le Chœur des Cosaques du Don de Serge Jaroff et le Chœur des Cosaques de l'Oural. Chanteur d'opéra (baryton), il fut l'un des meilleurs interprètes des chansons russes et ukrainiennes.

## Biographie

### Ses années en Russie
Dès sa petite enfance, Michael Minsky montra un grand intérêt pour la musique et la culture russe. Il maîtrise le bayan (accordéon) et très jeune il démontra des talents de chanteur.
En 1935, Michael Minsky fut admis à la Rabfak (faculté des travailleurs) de l'université de Kazan où il étudia la géologie. En 1941, il rejoignit la chorale de la faculté et plus tard fut choisi pour étudier au conservatoire de Moscou. C'est en ce lieu qu'il lui fut prédit une brillante carrière à l'opéra. Mais ses projets furent contrariés par l'entrée de l'Union soviétique dans la Seconde Guerre mondiale (22 juin 1941).

### Seconde Guerre mondiale
Michael Minsky fut mobilisé dans les rangs de l'Armée rouge (2 août 1942) et reçut une formation militaire de quatre mois à Saratov. Il fut très tôt fait prisonnier, pendant trente mois, et fut incarcéré dans différents camps près de la ligne du front. En 1943, il fut mis aux travaux forcés près de la frontière hongroise. Son surveillant s'avéra être le beau-frère du ténor du chœur des Cosaques du Don Platov.
Entre 1945 et 1948, Minsky fut déplacé à différentes reprises dans différents camps de réfugiés. Le 3 novembre 1945, il rejoignit la nouvelle chorale Trembita à Bad Hersfeld dirigée par le professeur Tsependa.
Cette chorale se produisit dans plusieurs camps dont celui d'Ingolstadt (1946) et Bad Kissingen. Plus tard, il fut déplacé à Karlsfeld, puis installé dans les camps de Berchtesgaden et de Mittenwald. Le 15 novembre 1946, il rejoignit le chœur Bandurist ukrainien Tarass Chevtchenko à Bad Kissingen et cette même année le chœur fut invité à faire une tournée aux États-Unis.

### Les États-Unis, la période ukrainienne
Michael Minsky se rendit à New York le 5 mai 1949 et le chœur fut reçu à la Maison-Blanche et donna une série de concerts dans les villes américaines, dont le Mansonic Auditorium de Détroit, le 2 octobre 1949.
Pendant cette période, il fut également très actif dans la communauté ukrainienne. Il se produisit aux États-Unis et au Canada dans toutes les grandes villes où se trouvait une telle communauté. Le premier disque pour gramophone fut gravé en 1950, et par la suite jusqu’en 1962 sortiront une vingtaine de disques de Minsky avec d’illustres compositeurs ukrainiens de la diaspora comme Mykola Fomenko, Igor Sonevitski, W. Hrudyn, Roudnyski, W. Havrylenko et Stepan Hanushewsky. En plus, il se produisit comme soliste dans le cœur bandouriste en collaboration avec Ivan Zadorozny, Volodymyr Bozyk et Hryhory Kytasty. Le 21 février 1953, Michael Minsky obtint la nationalité américaine et changea son nom de Spirine en Minsky. En 1971, à l’occasion de l’anniversaire de ses 50 ans, la communauté ukrainienne lui offrit un concert de gala et pendant la même année il fit une tournée dans les centres ukrainiennes au Royaume-Uni. 
Michael Minsky fit ses premiers enregistrements en 1950. Au cours de sa carrière, il chanta dans presque toutes les grandes salles de concert des États-Unis, il se produisit au Carnegie Hall pour la première fois en 1953. En 1954, il débuta dans l'opéra de Verdi Aïda à Philadelphie. En 1958, cinq chanteurs formèrent un quintette et partirent en tournée. À l'automne de la même année, il débuta une tournée au Royaume-Uni, en Suisse, au Danemark, en Suède et aux Pays-Bas où il se produisit à Amsterdam au Concertgebouw le 18 novembre 1958. Il fut reçu en audience par le pape Jean XXIII en 1959 à Rome.
La période s'étendant de 1946 à 1984 le vit régulièrement revenir à la chorale comme soliste.

### Chorales cosaques
Au début des années 1960, il rejoignit le chœur des Cosaques, parallèlement il chanta à Rodina (1962, 1963,1964), après la fermeture des portes de cette dernière, il se produisit à la Datcha à Hambourg entre 1966 et 1968. À cette époque, il reçut un contrat pour chanter à La Nouvelle-Orléans avec Pagliacci. Au début de l'année 1963, il se produisit à la Scala de Philadelphie.
À partir du 1er septembre 1963 jusqu'au 31 août 1964 Michael Minsky collabora avec l'opéra de Gelsenkirchen. Bien que sous contrat avec le chœur des Cosaques du Don de Serge Jaroff depuis 1948, ce n'est qu'en 1964 qu'il put rejoindre le chœur des Cosaques du Don à Lucerne. Il restera avec Serge Jaroff jusqu'au printemps 1979. Le 22 avril 1966, une fois de plus, il se produisit à l'Auditorium Mansonic de Detroit. Mais à cette époque il séjournait fréquemment en Europe.
En 1972, Michael Minsky fit une tournée en Australie et fit plusieurs enregistrements avec l'orchestre philharmonique de Vienne. En 1978, il s'installa définitivement à Zwolle, ville à l'est des Pays-Bas.
Le 7 juillet 1980, Michael Minsky mit en place un chœur amateur mixte à Zwolle, quelque temps plus tard il fit ses débuts à la télévision pour son premier concert. Grâce à ce succès, il fut invité à devenir le chef du chœur des Cosaques amateurs de l'Oural de La Haye. À l'automne de 1984, il dirigea un chœur amateur de Cosaques à Rijswijk.
De ses deux entreprises, dans son autobiographie, Michael Minsky écrivit plus tard avoir eu un sentiment de mécontentement.
Lorsque Otto Hofner (l'ami et manager de Serge Jaroff) lui demanda de renouveler la conduite du chœur des Cosaques du Don avec Nicolai Gedda comme soliste (souhait de Serge Jaroff), Michael Minsky n'eut aucune hésitation. Mais, il n'effectua qu'une tournée en Allemagne, Nicolai Gedda refusa de chanter quotidiennement, Michael Minsky tomba malade.

### Église orthodoxe russe et millénaire
Michael Minsky sentant sa fin proche, se consacra entièrement à l'organisation du millénaire de l'Église orthodoxe russe. Il fut l'un des initiateurs de la célébration qui se tint le 30 septembre 1988 et à laquelle participa entre autres la reine Beatrix des Pays-Bas.

### Décès et inhumation
Michael Minsky décéda neuf jours plus tard, le 9 octobre 1988 et fut inhumé à Zwolle le 14 octobre 1988.